# Hybomitra atritergita
Hybomitra atritergita är en tvåvingeart som beskrevs av Wang 1981. Hybomitra atritergita ingår i släktet Hybomitra och familjen bromsar. Inga underarter finns listade i Catalogue of Life.